# 江上佳奈美
江上 佳奈美（えがみ かなみ、1959年2月27日 -）は、日本の料理研究家。江上料理学院副院長。フードアドバイザー。株式会社ラボラトール・エガミ取締役。フランス鑑評騎士の会会員。

## 来歴
1959年、料理研究家江上栄子（現・江上料理学院院長）の長女として東京都に生まれる。父方の祖母は江上料理学院創設者江上トミ。
1981年、学習院大学文学部フランス文学科卒業。ル・コルドン・ブルー料理学校卒業。1989年、江上料理学院副院長に就任する。それ以来、江上料理学院の授業のほか、各地の料理講習会の講師を務める。マルコメ、ホクトといった食品メーカー、外食、食品流通各社のアドバイザーを務め、商品の開発や企画を行う。デュポン、ロッテ、ミツカンなどの料理コンテスト審査員も務める。
夫との間に2人の子がある。

## テレビ出演
- 1995年～1999年・2002年 - TBS系バラエティ番組「ジャングルTV ～タモリの法則～」内の料理コーナー「ジャングルクッキング」の「お手本VTR」に出演。料理の作り方を説明し、見本の料理を作った。
- 1998年～2003年 - NHK「首都圏いきいきワイド」内の料理コーナー「お手軽メニュー　撮って出しの料理コーナー」に出演[1]。

## 著書
- 『お料理はじめて!今夜は彼とおいしい夕ごはん』　1994年　雄鶏社　ISBN 4-277-66109-2
- 『旬を味わうとっておきレシピ』　1998年　東京新聞出版局　ISBN 4-80-830646-8
- 『江上佳奈美のおべんとうday : ママのがいちばん!』　2000年　ひかりのくに　ISBN 4-564-42164-6
- 『おいしい!かんたん!超初心者レシピ　Cooking book』（別冊主婦と生活）　2000年　主婦と生活社　ISBN 4-391-60987-8
- 『江上佳奈美家庭料理の基本』　2000年　新星出版社　ISBN 4-405-09667-8
- 『江上佳奈美のはじめての料理　お料理の基礎知識から調理のテクニックまで』　2002年　日本文芸社　ISBN 4-537-20147-9
- 『極うま!漬物アレンジ料理　野菜たっぷりの健康メニュー』（Series食彩生活）　2006年　素朴社　ISBN 4-915513-96-3
  - ほか多数

## 共著書
- 『スパゲッティとピザ』（マイライフシリーズ特集版No.280）　江上栄子・江上佳奈美／著　1992年　グラフ社
- 『ワインのおかず』　江上佳奈美・北島素幸・田崎真也／著　1997年　柴田書店  ISBN 4-388-05789-4
- 『たかの友梨スイス式ダイエット　リバウンドさせない4週間料理レシピ』　たかの友梨／著・江上佳奈美／料理指導　2000年　世界文化社　ISBN 4-418-00103-4
- 『東アジアの食べもの』（国際理解に役立つ世界の衣食住1） 　江上佳奈美／監修　星川妙子／文　2001年　小峰書店　ISBN 4-338-17701-2　ISBN 4-338-17700-4
- 『わが家で楽しむ世界のチーズ　料理&お菓子レシピ』　江上佳奈美・佐藤光美・黒子弥生／著　2003年　素朴社　ISBN 4-915513-77-7
  - ほか多数